# 邳州市
邳州市（ひしゅう-し）は中華人民共和国江蘇省に位置する省直轄の県級市であり、しばらく徐州市に代理管轄されている。1912年（民国元年）に邳県となり、1992年10月に県級市に昇格した。

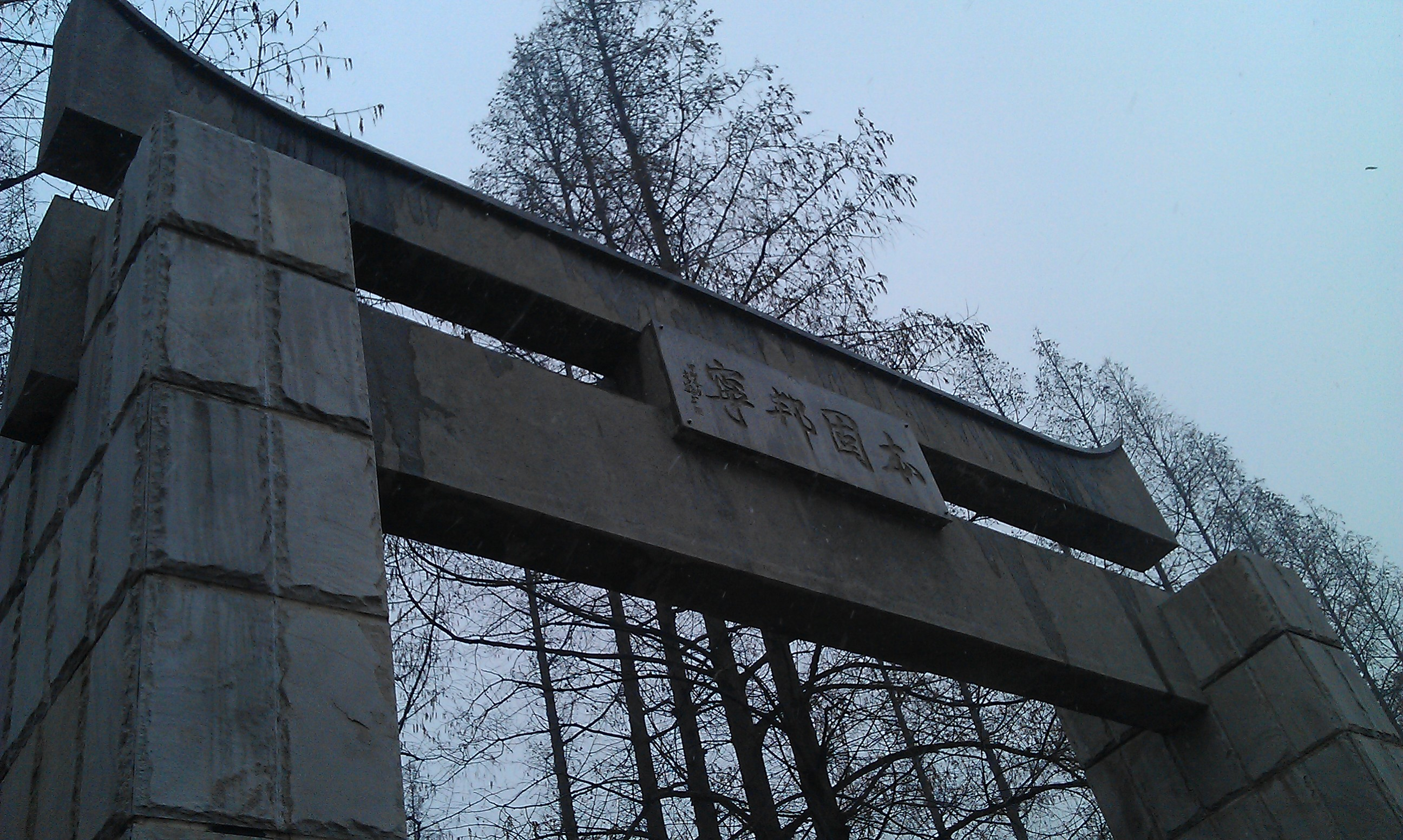
人民公園の牌坊・「本固邦寧」

## 地理
邳州市は江蘇省の北部に位置し、すぐ北は山東省棗荘市である。江蘇省、山東省、河南省、安徽省の4つの省が接する地で、江蘇省の北端にある徐州-連雲港都市圏の中央に位置している。
連雲港から徐州・開封・西安へと東西を結ぶ隴海鉄道に、華北と華東を結ぶ大運河（現在の京杭大運河）がクロスしており、江蘇省北部・山東省南部の水陸交通の要所となっている。
邳州は華北平原の東南部、黄河と淮河の沖積平野である黄淮平原に位置している。黄河の旧河道（廃黄河）が市域を通っている。北に微山湖、南に駱馬湖と大きな湖に囲まれている。すぐ北の山東省棗荘市台児荘区との間は京杭運河が境界線になっている。

## 歴史
戦国時代から楚漢戦争にかけて、中原の南に位置する下邳は各国の激しい争奪戦の舞台となってきた。特に隣接する彭城（ほうじょう、現在の徐州市中心部）は、宋や楚が争い国都としたほか、楚の遺臣の末裔だった項羽も本拠地を彭城に置いたため、下邳も同様に戦火が及んだ。
下邳は、後に劉邦の軍師となった韓の遺臣の張良が陳勝・呉広の乱が起こるまで隠れ住んでいた街でもある（李白は後にこの地に来たとき、張良の故事をもとに、『経下邳圯橋懐張子房』（下邳の圯橋（いきょう）を経て張子房を懐う）の詩を作っている）。
前漢の時代は下邳は楚国に属し、漢の経済的な中心地として彭城などとともに繁栄したが、三国時代には再び多くの武将の争う地となった。初期の劉備の本拠地であり、呂布、関羽らが守っていた都城として三国志演義などでよく知られている。その後、淮河流域で中国の南北の境に位置する下邳は宋と金の戦争など数多くの舞台となった。また一方、その経済力や文化の蓄積をもとに多くの学者や文人を出していることでも知られている。
近代に入り、中華民国の建国と同時に邳県と改称された邳県は隴海線が通り、また東西南北の鉄道が交差する徐州の近くにあったため、ふたたび戦乱の地となった。特に日中戦争では、南京方面へ南下する日本軍と徐州を守備する中国国民党軍の間で1938年春に戦われた徐州会戦の際、台児荘（現在の山東省棗荘市の一部）をめぐって、日中戦争でも最大級の戦闘「台児荘の戦い」が起こった。台児荘の南に位置する邳県の燕子埠郷などの郷や鎮では国民党軍に対する補給が行われたが、国民党軍の死闘により日本軍は結局台児荘を落とせないまま撤退することとなった。
日中戦争終結後の国共内戦、特に1948年末の淮海戦役では、邳県をめぐる争奪が繰り返された。共産党軍は日中戦争から国共内戦の間、新四軍蘇北支隊が邳県の北部から山東省南部の微山湖にかけての省境地帯を根拠地にして遊撃区とし、ゲリラ攻撃を繰り返した。

### 三国志
三国時代において、下邳に関しては以下のような逸話がある。
下邳は陶謙の家臣であった曹豹の都城であったが、陶謙の死後劉備が徐州を譲り受けた際に本拠地として曹豹を部下とした。しかし劉備を頼って逃げ延びてきた呂布は、劉備が袁術とにらみ合っている留守の間に曹豹とともに下邳を乗っ取り、徐州刺史を自称して逆に劉備を部下にして近くの小沛の城に追い出してしまった。しかし後日、曹操と劉備の連合軍に攻められた時、陳登の助言により呂布は下邳へ妻子や金銀兵糧を移させた。しかしその後、陳登が裏切り、呂布はここで篭城した。3ヶ月の包囲と、冬季の水攻めの末、呂布の軍勢の士気は低下し部下の武将の裏切りにあって曹操・劉備連合軍に捕まり打ち首になった（下邳の戦い）。
劉備は曹操により上表され、左将軍となり徐州を与えられた。劉備は小沛を引き続き本拠とし、下邳を関羽に守らせた。だが、友好関係にあった曹操と劉備は、劉備が袁紹と連合した事などを機に決裂。曹操は自ら徐州に攻め込み、劉備軍は四散した。下邳の関羽は曹操の策にはまり、三つの条件を出して降伏したが捕虜となっている。

## 行政区画
4街道、21鎮を管轄する。
- 街道：東湖街道、運河街道、戴圩街道、砲車街道
- 鎮：邳城鎮、官湖鎮、四戸鎮、宿羊山鎮、八義集鎮、土山鎮、碾荘鎮、港上鎮、鄒荘鎮、占城鎮、新河鎮、八路鎮、鉄富鎮、岔河鎮、陳楼鎮、邢楼鎮、戴荘鎮、車輻山鎮、燕子埠鎮、趙墩鎮、議堂鎮

## 人物
著名な歴史上の人物が多く邳の地から出ている。夏朝の奚仲や、戦国時代に邳（ひ）の地に封じられた斉の宰相・鄒忌などである。秦朝の頃、邳にいた黄石公はこの地ゆかりの張良にささげる書（張良納履）を書いている。孫文の率いた中国同盟会の会員・徐国泰は黄興とともに1911年に広州武装蜂起に参加し倒れたが、同志らとともに広州の黄花崗に祀られている。革命文学『紅岩』にも登場する少年「小蘿蔔頭」（宋振中、1941年 - 1949年）とその父母の宋綺雲夫婦は邳州の生まれである。

## 名物・名産
この地の有名な民間芸能に「柳琴戯」という芝居がある。「京西大鼓」に類似したもので、新中国建国前やその後しばらくまでは盛んに演じられた。
この地の特産品は銀杏や無花果であり、とくに銀杏の実は1990年代以降さまざまに加工されている。にんにくも海外に輸出されている。